# AGM-87 Focus
L'AGM-87 Focus était un missile air-sol à courte portée développé aux États-Unis.

## Généralités
Le missile AGM-87 était un énième développement basé sur le missile air-air AIM-9 Sidewinder, l'un des missiles ayant eu le plus grand nombre de versions dérivées au cours de sa carrière opérationnelle.
Développé à partir de 1967 au centre d'expérimentations de l'United States Navy de China Lake, ce missile s'appuyait sur la version AIM-9B du Sidewinder, et était destiné à de l'emploi air-sol à courte distance, contre des cibles de petite taille et faiblement protégées. À cet effet, il conserva son autodirecteur à infrarouge, car il était prévu de se guider sur les rayonnements de chaleur émis par ses cibles, tels les moteurs de camions ou autres petits véhicules non-blindés. Bien que le missile AIM-9B soit construit par Raytheon, c'est General Electric qui s'occupe de la conversion de AGM-87.

## Carrière opérationnelle
Le Focus fut utilisé au Viêt Nam, en 1969 et 1970, principalement de nuit, lorsque les sources de rayonnement infrarouge se détachaient facilement du décor ambiant. Même si le missile se révéla vraiment efficace, il fut abandonné en faveur d'autres armements.